# П'єтро Локателлі
П'єтро Антоніо Локателлі (італ. Pietro Antonio Locatelli; 3 вересня 1695, Бергамо — 30 березня 1764, Амстердам) — італійський скрипаль і композитор.

## Біографія
Проявивши ще дитиною неабиякі здібності у грі на скрипці, Локателлі був відправлений в Рим для навчання під керівництвом Арканджело Кореллі. Там Локателлі працював капельмейстером, а в 1725 році зайняв цю посаду в Мантуї. Про його життя і діяльність збереглося дуже мало відомостей, проте відомо, що після багаторічних концертних гастролей по містах Європи (Венеція, Мантуя, Берлін, Мюнхен, Дрезден, Кассель) він у 1729 році оселився в Амстердамі, де займався педагогічною діяльністю. Серед його учнів був Жан-Марі Леклер. Для свого часу Локателлі був людиною екстраординарною.
Життя в буржуазно-республіканському Амстердамі з 1709 року очевидно, наклало свій відбиток на його характер: він не став придворним музикантом, хоча віртуозу його рангу були відкриті всі двері. Його горду вдачу добре малює випадок, що стався у Берліні в 1728 році. Після концерту Локателлі, король Фрідріх Вільгельм послав йому гонорар у 20 талерів, які тут же були віддаровані артистом в якості «чайових» якомусь придворному. Здивованому королю курфюрст Саксонії Фрідріх Август, який привіз скрипаля, пояснив, що Локателлі не звик до настільки малих винагород. Після такого виступу віртуоза була піднесена золота чаша з дукатами. «Ви такі щедрі, — зіронізував король, — що на цей раз „чайові“ за мій подарунок я хотів би заслужити сам». На що Локателлі шанобливо, але з явною насмішкою відповів: «О! Подарунок з рук короля має таку цінність, що на цей раз я не зміг би з ним розлучитися».
Після смерті Локателлі залишилася зібрана ним колекція музичних інструментів, художніх творів, виданих і рукописних музичних творів, книг з філософії, теології, орнітології, топографії та історії: що свідчить про широке коло його інтересів.

## Творчість
Капітальним твором Локателлі є цикл концертів «Мистецтво скрипки», що містить 12 сольних концертів, що включають 24 довгих каденції в формі каприччо (склад концертів: скрипка соло, 2 скрипки, альт , віолончель і бассо контінуо (видані в 1733 році). Ім'я Локателлі пов'язане також з розвитком сонатної форми. Вважається одним з перших представників програмної інструментальної музики (скрипковий концерт № 6 «Плач Аріадни», «Траурна соната» і ін.).